# Tour de Turquie 2017
La 53e édition du Tour de Turquie a lieu du 10 octobre au 15 octobre 2017. Cette course, qui pour les sept dernières éditions était classée en 2.HC et faisait partie de UCI Europe Tour, est pour la première fois inscrite au programme de l'UCI World Tour.

## Équipes
| WorldTeams (4)- Astana - Bora-Hansgrohe - Trek-Segafredo - UAE Team Emirates Équipes continentales professionnelles (8)- Androni Giocattoli - Bardiani CSF - Caja Rural-Seguros RGA - CCC Sprandi Polkowice - Gazprom-RusVelo - Soul Brasil - WB-Veranclassic-Aqua Protect - Wilier Triestina-Selle Italia Équipe nationale- Turquie |
| |

## Étapes
| Étape     | Date    | Villes étapes       | type                      | Distance (km) | Vainqueur d'étape | Leader du classement général |
| --------- | ------- | ------------------- | ------------------------- | ------------- | ----------------- | ---------------------------- |
| 1re étape | 10 oct. | Alanya – Kemer      | étape de plaine           | 176,7         | Sam Bennett       | Sam Bennett                  |
| 2e étape  | 11 oct. | Kumluca – Fethiye   | étape vallonnée           | 206           | Sam Bennett       | Sam Bennett                  |
| 3e étape  | 12 oct. | Fethiye – Marmaris  | étape vallonnée           | 128,6         | Sam Bennett       | Sam Bennett                  |
| 4e étape  | 13 oct. | Marmaris – Selçuk   | étape de montagne         | 205,3         | Diego Ulissi      | Diego Ulissi                 |
| 5e étape  | 14 oct. | Selçuk – Izmir      | étape de moyenne montagne | 166           | Sam Bennett       | Diego Ulissi                 |
| 6e étape  | 15 oct. | Istanbul – Istanbul | étape de plaine           | 143,7         | Edward Theuns     | Diego Ulissi                 |

## Déroulement de la course

### 1reétape
| \| Classement de l'étape \| Classement de l'étape \| Classement de l'étape \| Classement de l'étape \| Classement de l'étape \| \| Coureur \| Coureur \| Pays \| Équipe \| Temps \| \| --------------------- \| --------------------- \| --------------------- \| ----------------------------- \| --------------------- \| \| 1er \| Sam Bennett \| Irlande \| Bora-Hansgrohe \| 3 h 57 min 26 s \| \| 2e \| Marco Benfatto \| Italie \| Androni-Sidermec-Bottecchia \| + 0 s \| \| 3e \| Edward Theuns \| Belgique \| Trek-Segafredo \| + 0 s \| \| 4e \| Federico Zurlo \| Italie \| UAE Team Emirates \| + 0 s \| \| 5e \| Matteo Pelucchi \| Italie \| Bora-Hansgrohe \| + 0 s \| \| 6e \| Riccardo Minali \| Italie \| Astana \| + 0 s \| \| 7e \| Simone Consonni \| Italie \| UAE Team Emirates \| + 0 s \| \| 8e \| Jonas Koch \| Allemagne \| CCC Sprandi Polkowice \| + 0 s \| \| 9e \| Eduard Prades \| Espagne \| Caja Rural-Seguros RGA \| + 0 s \| \| 10e \| Manuel Belletti \| Italie \| Wilier Triestina-Selle Italia \| + 0 s \| |                 |           |                               |                 |
| |                 |           |                               |                 |
| Source : ProCyclingStats |                 |           |                               |                 |
| Classement de l'étape |                 |           |                               |                 |
| Coureur | Coureur         | Pays      | Équipe                        | Temps           |
| 1er | Sam Bennett     | Irlande   | Bora-Hansgrohe                | 3 h 57 min 26 s |
| 2e | Marco Benfatto  | Italie    | Androni-Sidermec-Bottecchia   | + 0 s           |
| 3e | Edward Theuns   | Belgique  | Trek-Segafredo                | + 0 s           |
| 4e | Federico Zurlo  | Italie    | UAE Team Emirates             | + 0 s           |
| 5e | Matteo Pelucchi | Italie    | Bora-Hansgrohe                | + 0 s           |
| 6e | Riccardo Minali | Italie    | Astana                        | + 0 s           |
| 7e | Simone Consonni | Italie    | UAE Team Emirates             | + 0 s           |
| 8e | Jonas Koch      | Allemagne | CCC Sprandi Polkowice         | + 0 s           |
| 9e | Eduard Prades   | Espagne   | Caja Rural-Seguros RGA        | + 0 s           |
| 10e | Manuel Belletti | Italie    | Wilier Triestina-Selle Italia | + 0 s           |

| \| Classement général \| Classement général \| Classement général \| Classement général \| Classement général \| \| Coureur \| Coureur \| Pays \| Équipe \| Temps \| \| ------------------ \| ------------------ \| ------------------ \| ----------------------------- \| ------------------ \| \| 1er \| Sam Bennett \| Irlande \| Bora-Hansgrohe \| 3 h 57 min 16 s \| \| 2e \| Marco Benfatto \| Italie \| Androni-Sidermec-Bottecchia \| + 4 s \| \| 3e \| Edward Theuns \| Belgique \| Trek-Segafredo \| + 6 s \| \| 4e \| Vincenzo Albanese \| Italie \| Bardiani CSF \| + 7 s \| \| 5e \| Francesco Gavazzi \| Italie \| Androni-Sidermec-Bottecchia \| + 7 s \| \| 6e \| Diego Ulissi \| Italie \| UAE Team Emirates \| + 8 s \| \| 7e \| Flávio Santos \| Brésil \| Soul Brasil \| + 8 s \| \| 8e \| Alex Turrin \| Italie \| Wilier Triestina-Selle Italia \| + 9 s \| \| 9e \| Muhammet Atalay \| Turquie \| Turquie \| + 9 s \| \| 10e \| Federico Zurlo \| Italie \| UAE Team Emirates \| + 10 s \| |                   |          |                               |                 |
| |                   |          |                               |                 |
| Source : ProCyclingStats |                   |          |                               |                 |
| Classement général |                   |          |                               |                 |
| Coureur | Coureur           | Pays     | Équipe                        | Temps           |
| 1er | Sam Bennett       | Irlande  | Bora-Hansgrohe                | 3 h 57 min 16 s |
| 2e | Marco Benfatto    | Italie   | Androni-Sidermec-Bottecchia   | + 4 s           |
| 3e | Edward Theuns     | Belgique | Trek-Segafredo                | + 6 s           |
| 4e | Vincenzo Albanese | Italie   | Bardiani CSF                  | + 7 s           |
| 5e | Francesco Gavazzi | Italie   | Androni-Sidermec-Bottecchia   | + 7 s           |
| 6e | Diego Ulissi      | Italie   | UAE Team Emirates             | + 8 s           |
| 7e | Flávio Santos     | Brésil   | Soul Brasil                   | + 8 s           |
| 8e | Alex Turrin       | Italie   | Wilier Triestina-Selle Italia | + 9 s           |
| 9e | Muhammet Atalay   | Turquie  | Turquie                       | + 9 s           |
| 10e | Federico Zurlo    | Italie   | UAE Team Emirates             | + 10 s          |

### 2eétape
| \| Classement de l'étape \| Classement de l'étape \| Classement de l'étape \| Classement de l'étape \| Classement de l'étape \| \| Coureur \| Coureur \| Pays \| Équipe \| Temps \| \| --------------------- \| --------------------- \| --------------------- \| ----------------------------- \| --------------------- \| \| 1er \| Sam Bennett \| Irlande \| Bora-Hansgrohe \| 6 h 02 min 06 s \| \| 2e \| Edward Theuns \| Belgique \| Trek-Segafredo \| + 0 s \| \| 3e \| Riccardo Minali \| Italie \| Astana \| + 0 s \| \| 4e \| Marco Benfatto \| Italie \| Androni-Sidermec-Bottecchia \| + 0 s \| \| 5e \| Simone Consonni \| Italie \| UAE Team Emirates \| + 0 s \| \| 6e \| Manuel Belletti \| Italie \| Wilier Triestina-Selle Italia \| + 0 s \| \| 7e \| Davide Ballerini \| Italie \| Androni-Sidermec-Bottecchia \| + 0 s \| \| 8e \| Ahmet Örken \| Turquie \| Turquie \| + 0 s \| \| 9e \| Paolo Simion \| Italie \| Bardiani CSF \| + 0 s \| \| 10e \| František Sisr \| Tchéquie \| CCC Sprandi Polkowice \| + 2 s \| |                  |          |                               |                 |
| |                  |          |                               |                 |
| Source : ProCyclingStats |                  |          |                               |                 |
| Classement de l'étape |                  |          |                               |                 |
| Coureur | Coureur          | Pays     | Équipe                        | Temps           |
| 1er | Sam Bennett      | Irlande  | Bora-Hansgrohe                | 6 h 02 min 06 s |
| 2e | Edward Theuns    | Belgique | Trek-Segafredo                | + 0 s           |
| 3e | Riccardo Minali  | Italie   | Astana                        | + 0 s           |
| 4e | Marco Benfatto   | Italie   | Androni-Sidermec-Bottecchia   | + 0 s           |
| 5e | Simone Consonni  | Italie   | UAE Team Emirates             | + 0 s           |
| 6e | Manuel Belletti  | Italie   | Wilier Triestina-Selle Italia | + 0 s           |
| 7e | Davide Ballerini | Italie   | Androni-Sidermec-Bottecchia   | + 0 s           |
| 8e | Ahmet Örken      | Turquie  | Turquie                       | + 0 s           |
| 9e | Paolo Simion     | Italie   | Bardiani CSF                  | + 0 s           |
| 10e | František Sisr   | Tchéquie | CCC Sprandi Polkowice         | + 2 s           |

| \| Classement général \| Classement général \| Classement général \| Classement général \| Classement général \| \| Coureur \| Coureur \| Pays \| Équipe \| Temps \| \| ------------------ \| ------------------ \| ------------------ \| ----------------------------- \| ------------------ \| \| 1er \| Sam Bennett \| Irlande \| Bora-Hansgrohe \| 9 h 59 min 12 s \| \| 2e \| Edward Theuns \| Belgique \| Trek-Segafredo \| + 10 s \| \| 3e \| Marco Benfatto \| Italie \| Androni-Sidermec-Bottecchia \| + 14 s \| \| 4e \| Riccardo Minali \| Italie \| Astana \| + 16 s \| \| 5e \| Diego Ulissi \| Italie \| UAE Team Emirates \| + 19 s \| \| 6e \| Vincenzo Albanese \| Italie \| Bardiani CSF \| + 19 s \| \| 7e \| Mirco Maestri \| Italie \| Bardiani CSF \| + 19 s \| \| 8e \| Francesco Gavazzi \| Italie \| Androni-Sidermec-Bottecchia \| + 19 s \| \| 9e \| Simone Consonni \| Italie \| UAE Team Emirates \| + 20 s \| \| 10e \| Manuel Belletti \| Italie \| Wilier Triestina-Selle Italia \| + 20 s \| |                   |          |                               |                 |
| |                   |          |                               |                 |
| Source : ProCyclingStats |                   |          |                               |                 |
| Classement général |                   |          |                               |                 |
| Coureur | Coureur           | Pays     | Équipe                        | Temps           |
| 1er | Sam Bennett       | Irlande  | Bora-Hansgrohe                | 9 h 59 min 12 s |
| 2e | Edward Theuns     | Belgique | Trek-Segafredo                | + 10 s          |
| 3e | Marco Benfatto    | Italie   | Androni-Sidermec-Bottecchia   | + 14 s          |
| 4e | Riccardo Minali   | Italie   | Astana                        | + 16 s          |
| 5e | Diego Ulissi      | Italie   | UAE Team Emirates             | + 19 s          |
| 6e | Vincenzo Albanese | Italie   | Bardiani CSF                  | + 19 s          |
| 7e | Mirco Maestri     | Italie   | Bardiani CSF                  | + 19 s          |
| 8e | Francesco Gavazzi | Italie   | Androni-Sidermec-Bottecchia   | + 19 s          |
| 9e | Simone Consonni   | Italie   | UAE Team Emirates             | + 20 s          |
| 10e | Manuel Belletti   | Italie   | Wilier Triestina-Selle Italia | + 20 s          |

### 3eétape
| \| Classement de l'étape \| Classement de l'étape \| Classement de l'étape \| Classement de l'étape \| Classement de l'étape \| \| Coureur \| Coureur \| Pays \| Équipe \| Temps \| \| --------------------- \| --------------------- \| --------------------- \| ----------------------------- \| --------------------- \| \| 1er \| Sam Bennett \| Irlande \| Bora-Hansgrohe \| 3 h 25 min 26 s \| \| 2e \| Edward Theuns \| Belgique \| Trek-Segafredo \| + 0 s \| \| 3e \| Simone Consonni \| Italie \| UAE Team Emirates \| + 0 s \| \| 4e \| Manuel Belletti \| Italie \| Wilier Triestina-Selle Italia \| + 0 s \| \| 5e \| Andrea Vendrame \| Italie \| Androni-Sidermec-Bottecchia \| + 0 s \| \| 6e \| Francesco Gavazzi \| Italie \| Androni-Sidermec-Bottecchia \| + 0 s \| \| 7e \| Vincenzo Albanese \| Italie \| Bardiani CSF \| + 0 s \| \| 8e \| Eduard Prades \| Espagne \| Caja Rural-Seguros RGA \| + 0 s \| \| 9e \| Jonas Koch \| Allemagne \| CCC Sprandi Polkowice \| + 0 s \| \| 10e \| Ahmet Örken \| Turquie \| Turquie \| + 0 s \| |                   |           |                               |                 |
| |                   |           |                               |                 |
| Source : ProCyclingStats |                   |           |                               |                 |
| Classement de l'étape |                   |           |                               |                 |
| Coureur | Coureur           | Pays      | Équipe                        | Temps           |
| 1er | Sam Bennett       | Irlande   | Bora-Hansgrohe                | 3 h 25 min 26 s |
| 2e | Edward Theuns     | Belgique  | Trek-Segafredo                | + 0 s           |
| 3e | Simone Consonni   | Italie    | UAE Team Emirates             | + 0 s           |
| 4e | Manuel Belletti   | Italie    | Wilier Triestina-Selle Italia | + 0 s           |
| 5e | Andrea Vendrame   | Italie    | Androni-Sidermec-Bottecchia   | + 0 s           |
| 6e | Francesco Gavazzi | Italie    | Androni-Sidermec-Bottecchia   | + 0 s           |
| 7e | Vincenzo Albanese | Italie    | Bardiani CSF                  | + 0 s           |
| 8e | Eduard Prades     | Espagne   | Caja Rural-Seguros RGA        | + 0 s           |
| 9e | Jonas Koch        | Allemagne | CCC Sprandi Polkowice         | + 0 s           |
| 10e | Ahmet Örken       | Turquie   | Turquie                       | + 0 s           |

| \| Classement général \| Classement général \| Classement général \| Classement général \| Classement général \| \| Coureur \| Coureur \| Pays \| Équipe \| Temps \| \| ------------------ \| ------------------ \| ------------------ \| ----------------------------- \| ------------------ \| \| 1er \| Sam Bennett \| Irlande \| Bora-Hansgrohe \| 13 h 24 min 28 s \| \| 2e \| Edward Theuns \| Belgique \| Trek-Segafredo \| + 14 s \| \| 3e \| Simone Consonni \| Italie \| UAE Team Emirates \| + 26 s \| \| 4e \| Vincenzo Albanese \| Italie \| Bardiani CSF \| + 29 s \| \| 5e \| Diego Ulissi \| Italie \| UAE Team Emirates \| + 29 s \| \| 6e \| Francesco Gavazzi \| Italie \| Androni-Sidermec-Bottecchia \| + 29 s \| \| 7e \| Mirco Maestri \| Italie \| Bardiani CSF \| + 29 s \| \| 8e \| Manuel Belletti \| Italie \| Wilier Triestina-Selle Italia \| + 30 s \| \| 9e \| Ahmet Örken \| Turquie \| Turquie \| + 30 s \| \| 10e \| Enrico Barbin \| Italie \| Bardiani CSF \| + 32 s \| |                   |          |                               |                  |
| |                   |          |                               |                  |
| Source : ProCyclingStats |                   |          |                               |                  |
| Classement général |                   |          |                               |                  |
| Coureur | Coureur           | Pays     | Équipe                        | Temps            |
| 1er | Sam Bennett       | Irlande  | Bora-Hansgrohe                | 13 h 24 min 28 s |
| 2e | Edward Theuns     | Belgique | Trek-Segafredo                | + 14 s           |
| 3e | Simone Consonni   | Italie   | UAE Team Emirates             | + 26 s           |
| 4e | Vincenzo Albanese | Italie   | Bardiani CSF                  | + 29 s           |
| 5e | Diego Ulissi      | Italie   | UAE Team Emirates             | + 29 s           |
| 6e | Francesco Gavazzi | Italie   | Androni-Sidermec-Bottecchia   | + 29 s           |
| 7e | Mirco Maestri     | Italie   | Bardiani CSF                  | + 29 s           |
| 8e | Manuel Belletti   | Italie   | Wilier Triestina-Selle Italia | + 30 s           |
| 9e | Ahmet Örken       | Turquie  | Turquie                       | + 30 s           |
| 10e | Enrico Barbin     | Italie   | Bardiani CSF                  | + 32 s           |

### 4eétape
| \| Classement de l'étape \| Classement de l'étape \| Classement de l'étape \| Classement de l'étape \| Classement de l'étape \| \| Coureur \| Coureur \| Pays \| Équipe \| Temps \| \| --------------------- \| --------------------- \| --------------------- \| ----------------------------- \| --------------------- \| \| 1er \| Diego Ulissi \| Italie \| UAE Team Emirates \| 5 h 36 min 03 s \| \| 2e \| Jesper Hansen \| Danemark \| Astana \| + 5 s \| \| 3e \| Daniel Martínez \| Colombie \| Wilier Triestina-Selle Italia \| + 9 s \| \| 4e \| Fausto Masnada \| Italie \| Androni-Sidermec-Bottecchia \| + 11 s \| \| 5e \| Yonder Godoy \| Venezuela \| Wilier Triestina-Selle Italia \| + 17 s \| \| 6e \| Ildar Arslanov \| Russie \| Gazprom-RusVelo \| + 17 s \| \| 7e \| Francesco Gavazzi \| Italie \| Androni-Sidermec-Bottecchia \| + 32 s \| \| 8e \| Gregor Mühlberger \| Autriche \| Bora-Hansgrohe \| + 32 s \| \| 9e \| Przemysław Niemiec \| Pologne \| UAE Team Emirates \| + 34 s \| \| 10e \| Andrey Zeits \| Kazakhstan \| Astana \| + 37 s \| |                    |            |                               |                 |
| |                    |            |                               |                 |
| Source : ProCyclingStats |                    |            |                               |                 |
| Classement de l'étape |                    |            |                               |                 |
| Coureur | Coureur            | Pays       | Équipe                        | Temps           |
| 1er | Diego Ulissi       | Italie     | UAE Team Emirates             | 5 h 36 min 03 s |
| 2e | Jesper Hansen      | Danemark   | Astana                        | + 5 s           |
| 3e | Daniel Martínez    | Colombie   | Wilier Triestina-Selle Italia | + 9 s           |
| 4e | Fausto Masnada     | Italie     | Androni-Sidermec-Bottecchia   | + 11 s          |
| 5e | Yonder Godoy       | Venezuela  | Wilier Triestina-Selle Italia | + 17 s          |
| 6e | Ildar Arslanov     | Russie     | Gazprom-RusVelo               | + 17 s          |
| 7e | Francesco Gavazzi  | Italie     | Androni-Sidermec-Bottecchia   | + 32 s          |
| 8e | Gregor Mühlberger  | Autriche   | Bora-Hansgrohe                | + 32 s          |
| 9e | Przemysław Niemiec | Pologne    | UAE Team Emirates             | + 34 s          |
| 10e | Andrey Zeits       | Kazakhstan | Astana                        | + 37 s          |

| \| Classement général \| Classement général \| Classement général \| Classement général \| Classement général \| \| Coureur \| Coureur \| Pays \| Équipe \| Temps \| \| ------------------ \| ------------------ \| ------------------ \| ----------------------------- \| ------------------ \| \| 1er \| Diego Ulissi \| Italie \| UAE Team Emirates \| 19 h 00 min 50 s \| \| 2e \| Jesper Hansen \| Danemark \| Astana \| + 12 s \| \| 3e \| Fausto Masnada \| Italie \| Androni-Sidermec-Bottecchia \| + 24 s \| \| 4e \| Daniel Martínez \| Colombie \| Wilier Triestina-Selle Italia \| + 29 s \| \| 5e \| Yonder Godoy \| Venezuela \| Wilier Triestina-Selle Italia \| + 30 s \| \| 6e \| Ildar Arslanov \| Russie \| Gazprom-RusVelo \| + 30 s \| \| 7e \| Francesco Gavazzi \| Italie \| Androni-Sidermec-Bottecchia \| + 42 s \| \| 8e \| Gregor Mühlberger \| Autriche \| Bora-Hansgrohe \| + 45 s \| \| 9e \| Przemysław Niemiec \| Pologne \| UAE Team Emirates \| + 47 s \| \| 10e \| Andrey Zeits \| Kazakhstan \| Astana \| + 50 s \| |                    |            |                               |                  |
| |                    |            |                               |                  |
| Source : ProCyclingStats |                    |            |                               |                  |
| Classement général |                    |            |                               |                  |
| Coureur | Coureur            | Pays       | Équipe                        | Temps            |
| 1er | Diego Ulissi       | Italie     | UAE Team Emirates             | 19 h 00 min 50 s |
| 2e | Jesper Hansen      | Danemark   | Astana                        | + 12 s           |
| 3e | Fausto Masnada     | Italie     | Androni-Sidermec-Bottecchia   | + 24 s           |
| 4e | Daniel Martínez    | Colombie   | Wilier Triestina-Selle Italia | + 29 s           |
| 5e | Yonder Godoy       | Venezuela  | Wilier Triestina-Selle Italia | + 30 s           |
| 6e | Ildar Arslanov     | Russie     | Gazprom-RusVelo               | + 30 s           |
| 7e | Francesco Gavazzi  | Italie     | Androni-Sidermec-Bottecchia   | + 42 s           |
| 8e | Gregor Mühlberger  | Autriche   | Bora-Hansgrohe                | + 45 s           |
| 9e | Przemysław Niemiec | Pologne    | UAE Team Emirates             | + 47 s           |
| 10e | Andrey Zeits       | Kazakhstan | Astana                        | + 50 s           |

### 5eétape
| \| Classement de l'étape \| Classement de l'étape \| Classement de l'étape \| Classement de l'étape \| Classement de l'étape \| \| Coureur \| Coureur \| Pays \| Équipe \| Temps \| \| --------------------- \| --------------------- \| --------------------- \| ---------------------------- \| --------------------- \| \| 1er \| Sam Bennett \| Irlande \| Bora-Hansgrohe \| 4 h 06 min 51 s \| \| 2e \| Ahmet Örken \| Turquie \| Turquie \| + 0 s \| \| 3e \| Simone Consonni \| Italie \| UAE Team Emirates \| + 0 s \| \| 4e \| Edward Theuns \| Belgique \| Trek-Segafredo \| + 0 s \| \| 5e \| Michał Paluta \| Pologne \| CCC Sprandi Polkowice \| + 0 s \| \| 6e \| Riccardo Minali \| Italie \| Astana \| + 0 s \| \| 7e \| Boy van Poppel \| Pays-Bas \| Trek-Segafredo \| + 0 s \| \| 8e \| Davide Ballerini \| Italie \| Androni-Sidermec-Bottecchia \| + 0 s \| \| 9e \| Francesco Gavazzi \| Italie \| Androni-Sidermec-Bottecchia \| + 0 s \| \| 10e \| Grégory Habeaux \| Belgique \| WB-Veranclassic-Aqua Protect \| + 0 s \| |                   |          |                              |                 |
| |                   |          |                              |                 |
| Source : ProCyclingStats |                   |          |                              |                 |
| Classement de l'étape |                   |          |                              |                 |
| Coureur | Coureur           | Pays     | Équipe                       | Temps           |
| 1er | Sam Bennett       | Irlande  | Bora-Hansgrohe               | 4 h 06 min 51 s |
| 2e | Ahmet Örken       | Turquie  | Turquie                      | + 0 s           |
| 3e | Simone Consonni   | Italie   | UAE Team Emirates            | + 0 s           |
| 4e | Edward Theuns     | Belgique | Trek-Segafredo               | + 0 s           |
| 5e | Michał Paluta     | Pologne  | CCC Sprandi Polkowice        | + 0 s           |
| 6e | Riccardo Minali   | Italie   | Astana                       | + 0 s           |
| 7e | Boy van Poppel    | Pays-Bas | Trek-Segafredo               | + 0 s           |
| 8e | Davide Ballerini  | Italie   | Androni-Sidermec-Bottecchia  | + 0 s           |
| 9e | Francesco Gavazzi | Italie   | Androni-Sidermec-Bottecchia  | + 0 s           |
| 10e | Grégory Habeaux   | Belgique | WB-Veranclassic-Aqua Protect | + 0 s           |

| \| Classement général \| Classement général \| Classement général \| Classement général \| Classement général \| \| Coureur \| Coureur \| Pays \| Équipe \| Temps \| \| ------------------ \| ------------------ \| ------------------ \| ----------------------------- \| ------------------ \| \| 1er \| Diego Ulissi \| Italie \| UAE Team Emirates \| 23 h 07 min 41 s \| \| 2e \| Jesper Hansen \| Danemark \| Astana \| + 12 s \| \| 3e \| Fausto Masnada \| Italie \| Androni-Sidermec-Bottecchia \| + 24 s \| \| 4e \| Daniel Martínez \| Colombie \| Wilier Triestina-Selle Italia \| + 29 s \| \| 5e \| Yonder Godoy \| Venezuela \| Wilier Triestina-Selle Italia \| + 30 s \| \| 6e \| Ildar Arslanov \| Russie \| Gazprom-RusVelo \| + 30 s \| \| 7e \| Francesco Gavazzi \| Italie \| Androni-Sidermec-Bottecchia \| + 42 s \| \| 8e \| Przemysław Niemiec \| Pologne \| UAE Team Emirates \| + 47 s \| \| 9e \| Andrey Zeits \| Kazakhstan \| Astana \| + 50 s \| \| 10e \| Jarlinson Pantano \| Colombie \| Trek-Segafredo \| + 1 min 03 s \| |                    |            |                               |                  |
| |                    |            |                               |                  |
| Source : ProCyclingStats |                    |            |                               |                  |
| Classement général |                    |            |                               |                  |
| Coureur | Coureur            | Pays       | Équipe                        | Temps            |
| 1er | Diego Ulissi       | Italie     | UAE Team Emirates             | 23 h 07 min 41 s |
| 2e | Jesper Hansen      | Danemark   | Astana                        | + 12 s           |
| 3e | Fausto Masnada     | Italie     | Androni-Sidermec-Bottecchia   | + 24 s           |
| 4e | Daniel Martínez    | Colombie   | Wilier Triestina-Selle Italia | + 29 s           |
| 5e | Yonder Godoy       | Venezuela  | Wilier Triestina-Selle Italia | + 30 s           |
| 6e | Ildar Arslanov     | Russie     | Gazprom-RusVelo               | + 30 s           |
| 7e | Francesco Gavazzi  | Italie     | Androni-Sidermec-Bottecchia   | + 42 s           |
| 8e | Przemysław Niemiec | Pologne    | UAE Team Emirates             | + 47 s           |
| 9e | Andrey Zeits       | Kazakhstan | Astana                        | + 50 s           |
| 10e | Jarlinson Pantano  | Colombie   | Trek-Segafredo                | + 1 min 03 s     |

### 6eétape
| \| Classement de l'étape \| Classement de l'étape \| Classement de l'étape \| Classement de l'étape \| Classement de l'étape \| \| Coureur \| Coureur \| Pays \| Équipe \| Temps \| \| --------------------- \| --------------------- \| --------------------- \| ----------------------------- \| --------------------- \| \| 1er \| Edward Theuns \| Belgique \| Trek-Segafredo \| 3 h 24 min 32 s \| \| 2e \| Matteo Pelucchi \| Italie \| Bora-Hansgrohe \| + 0 s \| \| 3e \| Francesco Gavazzi \| Italie \| Androni-Sidermec-Bottecchia \| + 0 s \| \| 4e \| Jarlinson Pantano \| Colombie \| Trek-Segafredo \| + 0 s \| \| 5e \| Davide Ballerini \| Italie \| Androni-Sidermec-Bottecchia \| + 0 s \| \| 6e \| Diego Ulissi \| Italie \| UAE Team Emirates \| + 0 s \| \| 7e \| Riccardo Minali \| Italie \| Astana \| + 0 s \| \| 8e \| Vincenzo Albanese \| Italie \| Bardiani CSF \| + 0 s \| \| 9e \| Manuel Belletti \| Italie \| Wilier Triestina-Selle Italia \| + 0 s \| \| 10e \| Simone Consonni \| Italie \| UAE Team Emirates \| + 0 s \| |                   |          |                               |                 |
| |                   |          |                               |                 |
| Source : ProCyclingStats |                   |          |                               |                 |
| Classement de l'étape |                   |          |                               |                 |
| Coureur | Coureur           | Pays     | Équipe                        | Temps           |
| 1er | Edward Theuns     | Belgique | Trek-Segafredo                | 3 h 24 min 32 s |
| 2e | Matteo Pelucchi   | Italie   | Bora-Hansgrohe                | + 0 s           |
| 3e | Francesco Gavazzi | Italie   | Androni-Sidermec-Bottecchia   | + 0 s           |
| 4e | Jarlinson Pantano | Colombie | Trek-Segafredo                | + 0 s           |
| 5e | Davide Ballerini  | Italie   | Androni-Sidermec-Bottecchia   | + 0 s           |
| 6e | Diego Ulissi      | Italie   | UAE Team Emirates             | + 0 s           |
| 7e | Riccardo Minali   | Italie   | Astana                        | + 0 s           |
| 8e | Vincenzo Albanese | Italie   | Bardiani CSF                  | + 0 s           |
| 9e | Manuel Belletti   | Italie   | Wilier Triestina-Selle Italia | + 0 s           |
| 10e | Simone Consonni   | Italie   | UAE Team Emirates             | + 0 s           |

## Classements finals

### Classement général final
| \| Classement général \| Classement général \| Classement général \| Classement général \| Classement général \| \| Coureur \| Coureur \| Pays \| Équipe \| Temps \| \| ------------------ \| ------------------ \| ------------------ \| ----------------------------- \| ------------------ \| \| 1er \| Diego Ulissi \| Italie \| UAE Team Emirates \| 26 h 32 min 13 s \| \| 2e \| Jesper Hansen \| Danemark \| Astana \| + 12 s \| \| 3e \| Fausto Masnada \| Italie \| Androni-Sidermec-Bottecchia \| + 24 s \| \| 4e \| Daniel Martínez \| Colombie \| Wilier Triestina-Selle Italia \| + 29 s \| \| 5e \| Ildar Arslanov \| Russie \| Gazprom-RusVelo \| + 30 s \| \| 6e \| Yonder Godoy \| Venezuela \| Wilier Triestina-Selle Italia \| + 30 s \| \| 7e \| Francesco Gavazzi \| Italie \| Androni-Sidermec-Bottecchia \| + 38 s \| \| 8e \| Przemysław Niemiec \| Pologne \| UAE Team Emirates \| + 47 s \| \| 9e \| Andrey Zeits \| Kazakhstan \| Astana \| + 50 s \| \| 10e \| Jarlinson Pantano \| Colombie \| Trek-Segafredo \| + 1 min 03 s \| |                    |            |                               |                  |
| |                    |            |                               |                  |
| Source : ProCyclingStats |                    |            |                               |                  |
| Classement général |                    |            |                               |                  |
| Coureur | Coureur            | Pays       | Équipe                        | Temps            |
| 1er | Diego Ulissi       | Italie     | UAE Team Emirates             | 26 h 32 min 13 s |
| 2e | Jesper Hansen      | Danemark   | Astana                        | + 12 s           |
| 3e | Fausto Masnada     | Italie     | Androni-Sidermec-Bottecchia   | + 24 s           |
| 4e | Daniel Martínez    | Colombie   | Wilier Triestina-Selle Italia | + 29 s           |
| 5e | Ildar Arslanov     | Russie     | Gazprom-RusVelo               | + 30 s           |
| 6e | Yonder Godoy       | Venezuela  | Wilier Triestina-Selle Italia | + 30 s           |
| 7e | Francesco Gavazzi  | Italie     | Androni-Sidermec-Bottecchia   | + 38 s           |
| 8e | Przemysław Niemiec | Pologne    | UAE Team Emirates             | + 47 s           |
| 9e | Andrey Zeits       | Kazakhstan | Astana                        | + 50 s           |
| 10e | Jarlinson Pantano  | Colombie   | Trek-Segafredo                | + 1 min 03 s     |

## Évolution des classements
| Étape              | Vainqueur          | Classement général | Classement par points | Classement de la montagne | Classement du meilleur jeune | Classement par équipes        |
| ------------------ | ------------------ | ------------------ | --------------------- | ------------------------- | ---------------------------- | ----------------------------- |
| 1                  | Sam Bennett        | Sam Bennett        | Sam Bennett           | Enrico Barbin             | Marco Benfatto               | Androni-Sidermerc-Bottecchia  |
| 2                  | Sam Bennett        | Sam Bennett        | Sam Bennett           | Mirco Maestri             | Riccardo Minali              | Androni-Sidermerc-Bottecchia  |
| 3                  | Sam Bennett        | Sam Bennett        | Sam Bennett           | Mirco Maestri             | Vincenzo Albanese            | Androni-Sidermerc-Bottecchia  |
| 4                  | Diego Ulissi       | Diego Ulissi       | Sam Bennett           | Danilo Celano             | Daniel Martínez              | Wilier Triestina-Selle Italia |
| 5                  | Sam Bennett        | Diego Ulissi       | Sam Bennett           | Mirco Maestri             | Daniel Martínez              | Wilier Triestina-Selle Italia |
| 6                  | Edward Theuns      | Diego Ulissi       | Edward Theuns         | Mirco Maestri             | Daniel Martínez              | Wilier Triestina-Selle Italia |
| Classements finals | Classements finals | Diego Ulissi       | Edward Theuns         | Mirco Maestri             | Daniel Martínez              | Wilier Triestina-Selle Italia |

## Liste des participants
- Liste des participants

| Légende                             | Légende                                                                                                  | Légende                                     | Légende                                                                                         |
| ----------------------------------- | --- | ------------------------------------------- | ----------------------------------------------------------------------------------------------- |
| Num                                 | Dossard de départ porté par le coureur sur ce Tour de Turquie                                            | Pos                                         | Position finale au classement général                                                           |
| Leader du classement général        | Indique le vainqueur du classement général                                                               | Leader du classement par points             | Indique le vainqueur du classement par points                                                   |
| Leader du classement de la montagne | Indique le vainqueur du classement de la montagne                                                        | Leader du classement des beauties of Turkey | Indique le vainqueur du classement des beauties of Turkey                                       |
|                                     | Indique un maillot de champion national ou mondial, suivi de sa spécialité                               | #                                           | Indique la meilleure équipe                                                                     |
| NP                                  | Indique un coureur qui n'a pas pris le départ d'une étape, suivi du numéro de l'étape où il s'est retiré | AB                                          | Indique un coureur qui n'a pas terminé une étape, suivi du numéro de l'étape où il s'est retiré |
| HD                                  | Indique un coureur qui a terminé une étape hors des délais, suivi du numéro de l'étape                   | DSQ                                         | Indique un coureur qui a été disqualifié de la course, suivi du numéro de l'étape               |

| Torku Şekerspor TRK | Torku Şekerspor TRK       | Torku Şekerspor TRK |
| ------------------- | ------------------------- | ------------------- |
| Num                 | Coureur                   | Pos                 |
| 1                   | Ahmet Örken (TUR) (Clm)   |                     |
| 2                   | Nazim Bakırcı (TUR)       |                     |
| 3                   | Ahmet Akdilek (TUR)       |                     |
| 4                   | Onur Balkan (TUR) (Route) |                     |
| 5                   | Serkan Balkan (TUR)       |                     |
| 6                   | Feritcan Şamlı (TUR)      |                     |
| 7                   | Batuhan Özgür (TUR)       |                     |
| 8                   | Muhammet Atalay (TUR)     |                     |
| Directeur sportif : |                           |                     |

| Astana AST          | Astana AST                     | Astana AST |
| ------------------- | ------------------------------ | ---------- |
| Num                 | Coureur                        | Pos        |
| 11                  | Andrey Zeits (KAZ)             |            |
| 12                  | Dmitriy Gruzdev (KAZ)          |            |
| 13                  | Jesper Hansen (DEN)            |            |
| 14                  | Sergey Chernetskiy (RUS)       | AB-2       |
| 15                  | Riccardo Minali (ITA)          |            |
| 16                  | Ruslan Tleubayev (KAZ)         |            |
| 17                  | Zhandos Bizhigitov (KAZ) (Clm) |            |
| 18                  | Nikita Stalnov (KAZ)           |            |
| Directeur sportif : |                                |            |

| Bora-Hansgrohe BOH  | Bora-Hansgrohe BOH              | Bora-Hansgrohe BOH |
| ------------------- | ------------------------------- | ------------------ |
| Num                 | Coureur                         | Pos                |
| 21                  | Shane Archbold (NZL)            |                    |
| 22                  | Sam Bennett (IRL)               |                    |
| 23                  | Silvio Herklotz (GER)           |                    |
| 24                  | Leopold König (CZE)             |                    |
| 25                  | Gregor Mühlberger (AUT) (Route) | NP-5               |
| 26                  | Matteo Pelucchi (ITA)           |                    |
| 27                  | Aleksejs Saramotins (LAT) (Clm) |                    |
| 28                  | Michael Schwarzmann (GER)       |                    |
| Directeur sportif : |                                 |                    |

| Trek-Segafredo TFS  | Trek-Segafredo TFS            | Trek-Segafredo TFS |
| ------------------- | ----------------------------- | ------------------ |
| Num                 | Coureur                       | Pos                |
| 31                  | Eugenio Alafaci (ITA)         |                    |
| 32                  | Fumiyuki Beppu (JPN)          |                    |
| 33                  | Marco Coledan (ITA)           |                    |
| 34                  | Jarlinson Pantano (COL) (Clm) |                    |
| 35                  | Kiel Reijnen (USA)            |                    |
| 36                  | Edward Theuns (BEL)           |                    |
| 37                  | Gregory Daniel (USA)          |                    |
| 38                  | Boy van Poppel (NED)          |                    |
| Directeur sportif : |                               |                    |

| UAE Emirates UAD    | UAE Emirates UAD           | UAE Emirates UAD |
| ------------------- | -------------------------- | ---------------- |
| Num                 | Coureur                    | Pos              |
| 41                  | Darwin Atapuma (COL)       |                  |
| 42                  | Simone Consonni (ITA)      |                  |
| 43                  | Przemysław Niemiec (POL)   |                  |
| 44                  | Marko Kump (SLO)           |                  |
| 45                  | Vegard Stake Laengen (NOR) |                  |
| 46                  | Edward Ravasi (ITA)        |                  |
| 47                  | Diego Ulissi (ITA)         |                  |
| 48                  | Federico Zurlo (ITA)       |                  |
| Directeur sportif : |                            |                  |

| Caja Rural-Seguros RGA CJR | Caja Rural-Seguros RGA CJR  | Caja Rural-Seguros RGA CJR |
| -------------------------- | --------------------------- | -------------------------- |
| Num                        | Coureur                     | Pos                        |
| 51                         | Danilo Celano (ITA)         |                            |
| 52                         | Rafael Reis (POR)           |                            |
| 53                         | Eduard Prades (ESP)         |                            |
| 54                         | Antonio Molina (ESP)        |                            |
| 55                         | Chris Butler (USA)          |                            |
| 56                         | Héctor Sáez (ESP)           | AB-1                       |
| 57                         | David Arroyo (ESP)          |                            |
| 58                         | Diego Rubio Hernández (ESP) |                            |
| Directeur sportif :        |                             |                            |

| CCC Sprandi Polkowice CCC | CCC Sprandi Polkowice CCC | CCC Sprandi Polkowice CCC |
| ------------------------- | ------------------------- | ------------------------- |
| Num                       | Coureur                   | Pos                       |
| 61                        | František Sisr (CZE)      |                           |
| 62                        | Jonas Koch (GER)          |                           |
| 63                        | Piotr Brożyna (POL)       |                           |
| 64                        | Leszek Pluciński (POL)    |                           |
| 65                        | Kamil Małecki (POL)       |                           |
| 66                        | Michał Paluta (POL)       |                           |
| 67                        | Mateusz Taciak (POL)      |                           |
| 68                        | Patryk Stosz (POL)        |                           |
| Directeur sportif :       |                           |                           |

| Gazprom-RusVelo GAZ | Gazprom-RusVelo GAZ            | Gazprom-RusVelo GAZ |
| ------------------- | ------------------------------ | ------------------- |
| Num                 | Coureur                        | Pos                 |
| 71                  | Nikolay Trusov (RUS)           |                     |
| 72                  | Alexander Porsev (RUS) (Route) | NP-2                |
| 73                  | Ildar Arslanov (RUS)           |                     |
| 74                  | Sergey Firsanov (RUS)          |                     |
| 75                  | Sergueï Lagoutine (RUS)        |                     |
| 76                  | Ivan Rovny (RUS)               |                     |
| 77                  | Igor Boev (RUS)                |                     |
| 78                  | Pavel Brutt (RUS)              |                     |
| Directeur sportif : |                                |                     |

| Wilier Triestina-Selle Italia WIL | Wilier Triestina-Selle Italia WIL | Wilier Triestina-Selle Italia WIL |
| --------------------------------- | --------------------------------- | --------------------------------- |
| Num                               | Coureur                           | Pos                               |
| 81                                | Manuel Belletti (ITA)             |                                   |
| 82                                | Daniel Martínez (COL)             |                                   |
| 83                                | Miguel Flórez (COL)               |                                   |
| 84                                | Yonder Godoy (VEN)                |                                   |
| 85                                | Ilia Koshevoy (BLR)               |                                   |
| 86                                | Liam Bertazzo (ITA)               |                                   |
| 87                                | Alex Turrin (ITA)                 |                                   |
| 88                                | Alberto Cecchin (ITA)             |                                   |
| Directeur sportif :               |                                   |                                   |

| Soul Brasil SOU     | Soul Brasil SOU                | Soul Brasil SOU |
| ------------------- | ------------------------------ | --------------- |
| Num                 | Coureur                        | Pos             |
| 91                  | Murilo Affonso (BRA)           |                 |
| 92                  | Flávio Cardoso (BRA)           |                 |
| 93                  | Pedro Nicácio (BRA)            |                 |
| 94                  | Jordi Simón (ESP)              |                 |
| 95                  | Raphael Pires (BRA)            | AB-5            |
| 96                  | Victor Ranghetti (BRA)         | AB-5            |
| 97                  | Roberto Pinheiro (BRA) (Route) |                 |
| 98                  | Lincoln Silva (BRA)            |                 |
| Directeur sportif : |                                |                 |

| WB-Veranclassic-Aqua Protect WVA | WB-Veranclassic-Aqua Protect WVA | WB-Veranclassic-Aqua Protect WVA |
| -------------------------------- | -------------------------------- | -------------------------------- |
| Num                              | Coureur                          | Pos                              |
| 101                              | Justin Jules (FRA)               | AB-1                             |
| 102                              | Jimmy Duquennoy (BEL)            |                                  |
| 103                              | Grégory Habeaux (BEL)            |                                  |
| 104                              | Thomas Deruette (BEL)            |                                  |
| 105                              | Christophe Masson (FRA)          |                                  |
| 106                              | Julien Stassen (BEL)             |                                  |
| 107                              | Lukas Spengler (SUI)             |                                  |
| 108                              | Ludovic Robeet (BEL)             |                                  |
| Directeur sportif :              |                                  |                                  |

| Bardiani CSF BRD    | Bardiani CSF BRD         | Bardiani CSF BRD |
| ------------------- | ------------------------ | ---------------- |
| Num                 | Coureur                  | Pos              |
| 111                 | Vincenzo Albanese (ITA)  |                  |
| 112                 | Enrico Barbin (ITA)      |                  |
| 113                 | Mirco Maestri (ITA)      |                  |
| 114                 | Marco Maronese (ITA)     |                  |
| 115                 | Paolo Simion (ITA)       |                  |
| 116                 | Simone Sterbini (ITA)    |                  |
| 117                 | Alessandro Tonelli (ITA) |                  |
| 118                 | Edoardo Zardini (ITA)    |                  |
| Directeur sportif : |                          |                  |

| Androni-Sidermerc-Bottecchia ANS | Androni-Sidermerc-Bottecchia ANS | Androni-Sidermerc-Bottecchia ANS |
| -------------------------------- | -------------------------------- | -------------------------------- |
| Num                              | Coureur                          | Pos                              |
| 121                              | Davide Ballerini (ITA)           |                                  |
| 122                              | Marco Benfatto (ITA)             |                                  |
| 123                              | Marco Frapporti (ITA)            | NP-3                             |
| 124                              | Mattia Frapporti (ITA)           |                                  |
| 125                              | Francesco Gavazzi (ITA)          |                                  |
| 126                              | Matteo Spreafico (ITA)           |                                  |
| 127                              | Fausto Masnada (ITA)             |                                  |
| 128                              | Andrea Vendrame (ITA)            |                                  |
| Directeur sportif :              |                                  |                                  |